# Gilchrist Maclagan
Gilchrist Stanley Maclagan, född 5 oktober 1879 i London, död 25 april 1915 i Pilckem Ridge, var en brittisk roddare.
Maclagan blev olympisk guldmedaljör i åtta med styrman vid sommarspelen 1908 i London.